# Colin Long (ishockeyspelare)
Colin Wesley Long, född 19 juni 1989 i Santa Ana, Kalifornien, är en amerikansk professionell ishockeyforward.